# 相馬樹胤
相馬 樹胤（そうま むらたね）は、江戸時代後期の大名。相馬氏第26代当主。陸奥相馬中村藩第10代藩主。第9代藩主・相馬祥胤の長男。養母は桜井松平忠告の娘。正室は藤井松平忠済の娘。官位は従五位下、豊前守。通称は内膳。

## 経歴
寛政7年（1795年）4月2日、父・祥胤の嫡子となる。寛政10年11月1日、将軍徳川家斉に御目見する。同年12月16日、従五位下讃岐守に叙任する。享和元年（1801年）3月25日、祥胤の死去により、家督を相続した。同年4月23日、因幡守に遷任。文化10年（1813年）11月10日に隠居。長男・著胤が夭折しており、家督は弟・益胤が継いだ。文化11年（1801年）正月25日、豊前守に遷任。天保10年（1839年）に死去。

## 系譜
父母
- 相馬祥胤（父）
- 於松殿 ー 側室（母）
- 久美姫 ー 松平忠告の娘（養母）

正室
- 駒 ー 松平忠済の娘

側室
- 於暖方
- 芳尾

子女
- 相馬著胤（長男）生母は駒（正室）
- 室賀正発（次男）生母は於暖方（側室）
- 根来盛実（三男）
- 佐竹義祚（五男）生母は芳尾（側室）
- 朽木丈綱室、生母は駒（正室）
- 伊沢政義正室
- 戸田光韶正室

養子
- 相馬益胤 ー 実弟